# Graham Watanabe
Graham Watanabe (* 19. März 1982 in Sun Valley) ist ein ehemaliger US-amerikanischer Snowboarder. Er startete in der Disziplin Snowboardcross und nahm an zwei Olympischen Winterspielen sowie drei Snowboard-Weltmeisterschaften teil.

## Werdegang
Watanabe trat international erstmals bei den Juniorenweltmeisterschaften 1999 auf der Seiser Alm in Erscheinung. Dort errang er den 29. Platz im Parallel-Riesenslalom. In der Saison 1999/2000 kam er bei den Juniorenweltmeisterschaften 2000 in Berchtesgaden auf den 76. Platz im Parallelslalom sowie auf den 43. Rang im Parallel-Riesenslalom und nahm im März 2000 in Park City erstmals am Snowboard-Weltcup teil, wobei er den 25. Platz im Snowboardcross sowie den 18. Rang im Riesenslalom belegte. Im folgenden Jahr errang er bei den Juniorenweltmeisterschaften in Nassfeld den 19. Platz im Parallel-Riesenslalom. Nachdem er in der Saison 2002/03 und 2003/04 ausschließlich im Nor-Am-Cup angetreten war, startete er ab der Saison 2004/05 im Weltcup nur noch im Snowboardcross. Dabei holte er zu Beginn der Saison 2004/05 nach Platz eins beim South American Cup in Termas de Chillan, in Valle Nevado seinen ersten Weltcupsieg. Im weiteren Saisonverlauf fuhr er bei den Snowboard-Weltmeisterschaften 2005 in Whistler auf den 19. Platz und errang zum Saisonende den 20. Platz im Snowboardcross-Weltcup. Im folgenden Jahr belegte er in Turin bei seiner ersten Teilnahme an Olympischen Winterspielen den 31. Platz. 
In der Saison 2006/07 fuhr Watanabe auf den 11. Platz im Snowboardcross-Weltcup und bei den Snowboard-Weltmeisterschaften 2007 in Arosa auf den 38. Rang. In der folgenden Saison kam er bei sieben Teilnahmen im Weltcup, fünfmal unter den ersten Zehn und erreichte damit den 20. Platz im Gesamtweltcup sowie den vierten Rang im Snowboardcross-Weltcup. Dabei holte er in Gujō seinen zweiten Weltcupsieg. Nach Platz sechs beim South American Cup in Chapelco zu Beginn der Saison 2008/09, erreichte er im Weltcup vier Top-Zehn-Platzierungen. Dabei holte er im Sunday River seinen dritten und damit letzten Weltcupsieg und errang zum Saisonende den 18. Platz im Gesamtweltcup sowie den achten Platz im Snowboardcross-Weltcup. Beim Saisonhöhepunkt, den Snowboard-Weltmeisterschaften 2009 in Gangwon, wurde er Sechster. Zudem gewann er bei den Winter-X-Games 2009 in Aspen die Silbermedaille. In der Saison 2009/10 erreichte er bei sieben Teilnahmen im Weltcup, sechs Top-Zehn-Platzierungen, darunter Platz drei in Chapelco sowie Rang zwei im Stoneham und belegte damit den 11. Platz im Gesamtweltcup sowie den dritten Rang im Snowboardcross-Weltcup. Bei den Olympischen Winterspielen 2010 in Vancouver fuhr er auf den 18. Platz. Seinen 44. und damit letzten Weltcup absolvierte er im Januar 2012 in Veysonnaz, welchen er auf dem 53. Platz beendete.

## Teilnahmen an Weltmeisterschaften und Olympischen Winterspielen

### Olympische Winterspiele
- 2006 Turin: 31. Platz Snowboardcross
- 2010 Vancouver: 18. Platz Snowboardcross

### Snowboard-Weltmeisterschaften
- 2005 Whistler: 19. Platz Snowboardcross
- 2007 Arosa: 38. Platz Snowboardcross
- 2009 Gangwon: 6. Platz Snowboardcross

## Weltcupsiege und Weltcup-Gesamtplatzierungen

### Weltcupsiege
| Nr. | Datum              | Ort          | Disziplin      |
| --- | ------------------ | ------------ | -------------- |
| 1.  | 17. September 2004 | Valle Nevado | Snowboardcross |
| 2.  | 22. Februar 2008   | Gujō         | Snowboardcross |
| 3.  | 28. Februar 2009   | Sunday River | Snowboardcross |

### Weltcup-Gesamtplatzierungen
| Saison    | Gesamt | Gesamt | Snowboardcross | Snowboardcross |
| Saison    | Punkte | Platz  | Punkte         | Platz          |
| --------- | ------ | ------ | -------------- | -------------- |
| 1999/2000 | 25     | 127.   | 60             | 90.            |
| 2000/01   | -      | -      | 130            | 58.            |
| 2001/02   | -      | -      | 28             | 88.            |
| 2004/05   | -      | -      | 1310           | 20.            |
| 2005/06   | 620    | 127.   | 620            | 36.            |
| 2006/07   | 910    | 74.    | 910            | 11.            |
| 2007/08   | 2990   | 20.    | 2990           | 4.             |
| 2008/09   | 2760   | 18.    | 2670           | 8.             |
| 2009/10   | 2860   | 11.    | 2860           | 3.             |
| 2010/11   | -      | -      | 40             | 67.            |
| 2011/12   | -      | -      | 40             | 68.            |